# ピッグ・ブリストル作戦
ピッグ・ブリスル作戦（Operation Pig Bristle）とは、1946年5月にオーストラリア空軍が実施した特別輸送作戦である。当時、オーストラリアでは刷毛の不足により政府の住宅建造計画に支障が出ていた。本作戦はこれを受けて立案されたもので、オーストラリア空軍第38飛行隊は重慶から香港へ向けて25トンもの豚毛(Pig Bristle)を輸送した。2週間かけて輸送された豚毛は、無事に香港からオーストラリア本国へと輸送された。

## 背景
第二次世界大戦後、復員兵の増加などに端を発する宿泊施設不足に対処するべく、オーストラリアの連邦政府および各州政府は共同で公営住宅制度を開始した。しかし、この制度に基づく公営住宅の建築や民間の建築事業は各種資材の不足により大幅な遅れが生じており、不足した資材の品目には刷毛を作る為の豚毛も含まれていた。
当時、オーストラリアに豚毛を輸出していたのは中国のみであった。1946年、ジャーディン・マセソン社は100メトリックトン (98ロングトン; 110ショートトン)の豚毛を英国政府向け、またチベット国境近くの中国遠隔地から25メトリックトン (25ロングトン; 28ショートトン)の豚毛をオーストラリア政府向けに調達した。これらの豚毛は国民党政府の首都でもあった重慶に保管され、まもなくして英国およびオーストラリアへの輸出が許可された。これが届けられれば、オーストラリアの豚毛需要を少なくとも数ヶ月は満たしておくことが可能であった。
その後、激化の一途をたどる国共内戦の中で共産党軍が重慶から出発する河川船舶への攻撃を開始したことにより、貯蔵されている豚毛を航空機によって運びださねばならなくなったのである。交渉の末、国民党政府ではオーストラリア空軍および英空軍に対し、5月1日から14日までの期間に限り重慶＝香港間の往復輸送飛行を許可した。オーストラリア政府では、これらの豚毛を香港へ空輸した後、海路でオーストラリア本国へ輸送する予定であった。国共双方とも中国における外国人の存在を懸念しており、国民党政府では作戦に参加するオーストラリア兵に対し、重慶の飛行場または広州の緊急滑走路以外に着陸した場合は投獄されるという警告を行なった。

## 作戦

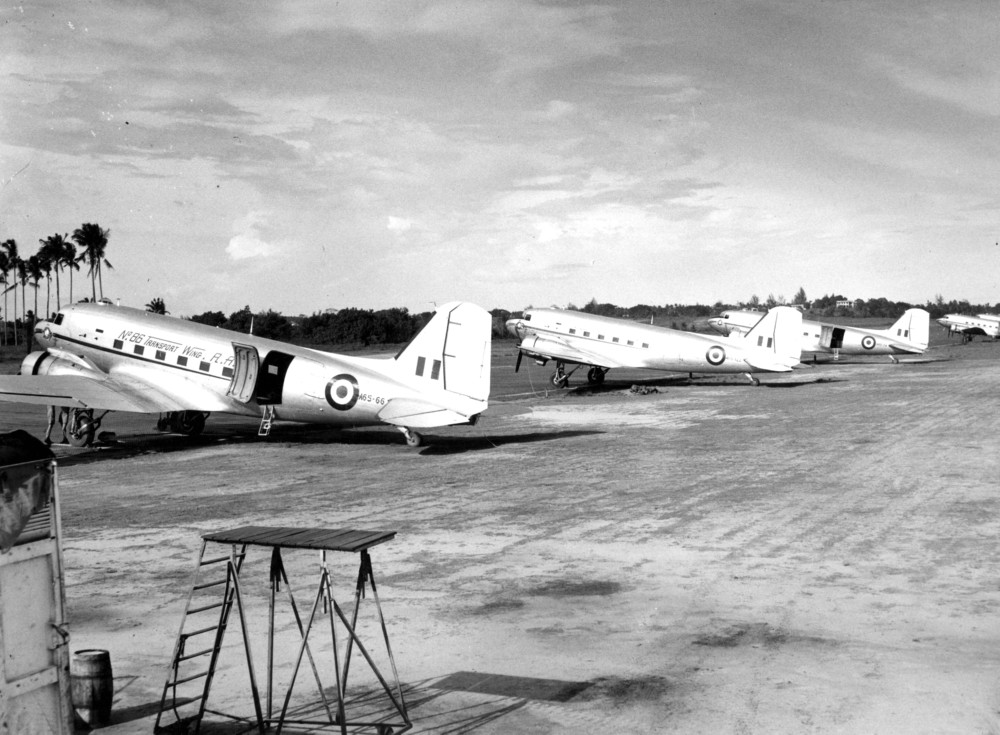
第38飛行隊所属のダコタ輸送機（1950年、シンガポール）

オーストラリア向け豚毛の輸送を担当する部隊にはオーストラリア空軍第38飛行隊が選ばれた。第38飛行隊はダグラス・ダコタ輸送機を保有し、当時は日本に駐留していた英連邦占領軍の為にオーストラリアからの人員および物資の定期空輸に従事していた。豚毛輸送計画の準備の為、第38飛行隊に所属するダコタ輸送機のうち3機が飛行隊長ジョン・バルフ(John Balfe)を指揮官とする分遣隊として分割され、オーストラリアから香港へと派遣された。この作戦は非常に困難なものになると想定されていた為、パイロットを始めとする要員は飛行隊の中でも特に経験豊富な者が選ばれた。
1946年5月より香港から重慶への飛行が始まった。この時点で重慶はすでに共産党軍による包囲下にあり、占領の恐れがあった為に諸外国の大使館も撤退していた。航空保安無線施設(Navigational aid)による誘導も行えず、乗員らは不正確な道路地図のみを頼りに重慶から香港への1,100-キロメートル (680 mi)を飛ばなければならなかった。また、現地の地理や気象に関する情報も大幅に不足しており、事前の予想以上に困難な飛行となった。オーストラリア公使館も5月上旬に撤退していた為、作戦に従事した将兵は市街に留まる必要があれば英国大使館にて寝泊まりした。分遣隊は国民党政府から飛行を許可されていた2週間のうちに8回の往復飛行を行い、全ての豚毛を無事に香港へと運びだした。バルフは後に回顧録の中でこの作戦に触れ、その成功の理由を「ほどよい天気と皆の熱意である」(reasonable weather and everyone's enthusiasm)と述べている。作戦完了後の5月14日、3機のダコタ輸送機は香港からオーストラリアへと帰還した。

## その後
香港へ届けられた豚毛の一部は第38飛行隊によって、また大部分は輸送艦によってオーストラリア本土へと送り届けられた。5月29日には豚毛不足の解決が宣言された。本作戦に参加したパイロットの1人は、1948年度新年表彰の折に本作戦への貢献について空軍十字章を受章した。オーストラリア空軍の歴史家アラン・スティーブンス(Alan Stephens)は、1995年に「ジョン・バルフが彼のチームのエキゾチックな冒険について記した簡潔かつスリリングな記事は、オーストラリア空軍輸送機乗員らの必読本として全ての部屋に置かれるべきだ」と述べた。